# Dennis Novak
Dennis Novak (* 28. srpna 1993 Vídeňské Nové Město) je rakouský profesionální tenista. Ve své dosavadní kariéře na okruhu ATP Tour nevyhrál žádný turnaj. Na challengerech ATP a okruhu ITF získal dvacet šest titulů ve dvouhře a čtyři ve čtyřhře.
Na žebříčku ATP byl ve dvouhře nejvýše klasifikován v březnu 2020 na 85. místě a ve čtyřhře v červnu 2017 na 283. místě. Trénuje ho krajan Günter Bresnik.
V rakouském daviscupovém týmu debutoval v roce 2016 prvním kolem I. skupiny zóny Evropy a Afriky proti Portugalsku, v němž vyhrál dvouhru nad Pedrem Sousou. Rakušané zvítězili 4:1 na zápasy. Do roku 2022 v soutěži nastoupil k deseti mezistátním utkáním s bilancí 8–5 ve dvouhře a 0–0 ve čtyřhře.

## Tenisová kariéra
V rámci událostí okruhu ITF debutoval v červenci 2011 na turnaji v Bad Waltersdorfu dotovaném 10 tisíci dolary. V úvodním kole podlehl krajanu Maximilianu Neuchristovi. První soutěž v této úrovni tenisu vyhrál během března 2013 v izraelské Netanje. Ve finále přehrál německého hráče Stefana Seiferta ze čtvrté stovky žebříčku.
Na okruhu ATP Tour debutoval červencovým Bet-at-home Cup Kitzbühel 2013, kde zvládl tříkolovou kvalifikaci. Na úvod dvouhry pak podlehl krajanu Andreasi Haiderovi-Maurerovi z konce elitní stovky žebříčku. První zápas na túře vyhrál o dva roky později na Generali Open Kitzbühel 2015, když na divokou kartu zdolal Brita Aljaže Bedeneho. Poté nestačil na třetího nasazeného Itala Fabia Fogniniho. Do prvního finále na túře ATP postoupil ve čtyřhře Generali Open Kitzbühel 2016. Spoluhráčem se stal Dominic Thiem, který se narodil ve stejném okresním městě šest dní před ním. V závěrečném utkání turnaje však podlehli nejvýše nasazeným Nizozemcům Wesleymu Koolhofhovi a Matwému Middelkoopovi až v rozhodujícím supertiebreaku poměrem míčů 9–11.
Debut v hlavní soutěži nejvyšší grandslamové kategorie zaznamenal v mužském singlu Australian Open 2018 po zvládnuté tříkolové kvalifikaci. V rozhodujícím kvalifikačním kole přehrál Japonce Go Soedu. Na úvod melbournské dvouhry však nenašel recept na světovou trojku Grigora Dimitrova. Ve Wimbledonu 2018 poprvé vyhrál grandslamový zápas a porazil člena elitní světové dvacítky, když po pětisetové bitvě vyřadil devatenáctého v pořadí Lucase Pouilleho. Ve třetím kole jeho cestu pavoukem ukončil Kanaďan Milos Raonic. I na US Open 2018 se do dvouhry probojoval z kvalifikace. Časné vyřazení s Francouzem Benoîtem Pairem mu přinesly tři prohrané tiebreaky.
V sezóně zvítězil na prvních dvou challengerech. V tchajpejském finále zdolal Serhije Stachovského a v bratislavském pak Damira Džumhura. Průnik mezi sto nejlepších tenistů zaznamenal 13. ledna 2020 po ATP Cupu 2020, když mu na žebříčku ATP patřila 99. příčka. Do série Masters premiérově zasáhl pouze kvalifikací Western & Southern Open 2020 v New Yorku. Po výhře nad Damirem Džumhurem jej do hlavní soutěže nepustil slovinský hráč Aljaž Bedene. Debutové čtvrtfinále na okruhu ATP Tour dosáhl na kolínském Bett1Hulks Indoors 2020, kde oplatil předchozí porážku Pairemu. Světovou sedmnáctku Fabia Fogniniho porazil na týmovém ATP Cupu 2021.

## Finále na okruhu ATP Tour
| Legenda                   |
| ------------------------- |
| D – dvouhra; Č – čtyřhra  |
| Grand Slam (0)            |
| Turnaj mistrů (0)         |
| ATP Tour Masters 1000 (0) |
| ATP Tour 500 (0)          |
| ATP Tour 250 (0–1 Č)      |

### Čtyřhra: 1 (0–1)
| Stav      | č. | datum             | turnaj              | povrch | spoluhráč     | soupeři ve finále               | výsledek         |
| --------- | -- | ----------------- | ------------------- | ------ | ------------- | ------------------------------- | ---------------- |
| Finalista | 1. | 23. července 2016 | Kitzbühel, Rakousko | antuka | Dominic Thiem | Wesley Koolhof Matwé Middelkoop | 6–2, 3–6, [9–11] |

## Tituly na challengerech ATP a okruhu ITF
| Legenda                |
| ---------------------- |
| Challengery (2 D; 0 Č) |
| ITF (23 D; 4 Č)        |

### Dvouhra (26 titulů)
| Č.  | datum          | turnaj                | povrch    | poražený finalista  | výsledek                |
| --- | -------------- | --------------------- | --------- | ------------------- | ----------------------- |
| 1.  | března 2013    | Netanja, Izrael       | tvrdý     | Stefan Seifert      | 6–2, 6–3                |
| 2.  | srpna 2013     | Wels, Rakousko        | antuka    | Oliver Golding      | 6–2, 6–7(2–7), 7–6(7–1) |
| 3.  | listopadu 2013 | Heráklion, Řecko      | tvrdý     | Federico Gaio       | 6–4, 6–2                |
| 4.  | února 2014     | Šarm aš-Šajch, Egypt  | antuka    | Matteo Marrai       | 7–6(7–5), 6–1           |
| 5.  | února 2014     | Šarm aš-Šajch, Egypt  | antuka    | Marc Giner          | 6–4, 6–4                |
| 6.  | července 2014  | Wels, Rakousko        | antuka    | Peter Heller        | 6–4, 1–6, 6–3           |
| 7.  | srpna 2014     | Innsbruck, Rakousko   | antuka    | Bastian Trinker     | 6–3, 6–2                |
| 8.  | února 2015     | Šarm aš-Šajch, Egypt  | tvrdý     | Jaroslav Pospíšil   | 2–6, 6–3, 7–6(8–6)      |
| 9.  | února 2015     | Šarm aš-Šajch, Egypt  | tvrdý     | Jaroslav Pospíšil   | 6–7(5–7), 6–3, 7–6(7–2) |
| 10. | dubna 2015     | Antalya, Turecko      | tvrdý     | Tomislav Brkić      | 6–3, 6–3                |
| 11. | dubna 2015     | Šarm aš-Šajch, Egypt  | tvrdý     | Martin Fischer      | 2–6, 6–1, 6–3           |
| 12. | dubna 2015     | Šarm aš-Šajch, Egypt  | tvrdý     | Mohamed Safwat      | 6–2, 7–6(7–4)           |
| 13. | září 2015      | St. Pölten, Rakousko  | antuka    | Pascal Brunner      | 3–6, 6–3, 6–4           |
| 14. | dubna 2016     | Hammámet, Tunisko     | antuka    | Pascal Brunner      | 7–6(7–4), 6–3           |
| 15. | května 2016    | Antalya, Turecko      | tvrdý     | Marc Sieber         | 6–2, 6–2                |
| 16. | května 2016    | Antalya, Turecko      | tvrdý     | Anıl Yüksel         | 6–1, 6–3                |
| 17. | května 2017    | Antalya, Turecko      | antuka    | Juan Pablo Varillas | 6–2, 6–2                |
| 18. | května 2017    | Antalya, Turecko      | antuka    | Marc Sieber         | 6–4, 6–4                |
| 19. | srpna 2017     | Pardubice, Česko      | antuka    | Alex Molčan         | 7–6(7–3), 6–3           |
| 20. | srpna 2017     | Vogau, Rakousko       | antuka    | Franco Agamenone    | 6–3, 6–2                |
| 21. | srpna 2017     | Innsbruck, Rakousko   | antuka    | Bruno Sant'Anna     | 6–3, 6–2                |
| 22. | srpna 2017     | Subotica, Srbsko      | antuka    | Gian Marco Moroni   | 6–3, 6–7(4–7), 6–2      |
| 23. | října 2017     | Antalya, Turecko      | antuka    | Mate Delić          | 6–3, 6–4                |
| 1.  | dubna 2019     | Tchaj-pej, Tchaj-wan  | tvrdý (h) | Serhij Stachovskyj  | 6–2, 6–4                |
| 2.  | listopadu 2019 | Bratislava, Slovensko | tvrdý (h) | Damir Džumhur       | 6–1, 6–1                |
| 3.  | leden 2023     | Nonthaburi, Thajsko   | tvrdý     | Wu Tchun-lin        | 6–4, 6–4                |

### Čtyřhra (4 tituly)
| Č. | datum         | turnaj            | povrch | spoluhráč          | poražení finalisté                     | výsledek          |
| -- | ------------- | ----------------- | ------ | ------------------ | -------------------------------------- | ----------------- |
| 1. | srpna 2013    | Wels, Rakousko    | antuka | Pascal Brunner     | Sebastian Ofner Sebastian Stiefelmeyer | 6–1, 6–1          |
| 2. | června 2014   | Seefeld, Rakousko | antuka | Pascal Brunner     | Erik Elliott Jacob Kahoun              | 6–3, 6–4          |
| 3. | července 2014 | Wels, Rakousko    | antuka | Pascal Brunner     | Kirill Dmitrijev Dmitrij Popko         | 6–4, 6–3          |
| 4. | května 2017   | Antalya, Turecko  | antuka | Thomas Statzberger | Joel Cannell Ryan James Storrie        | 6–0, 2–6, [14–12] |